# Salvia lanceolata

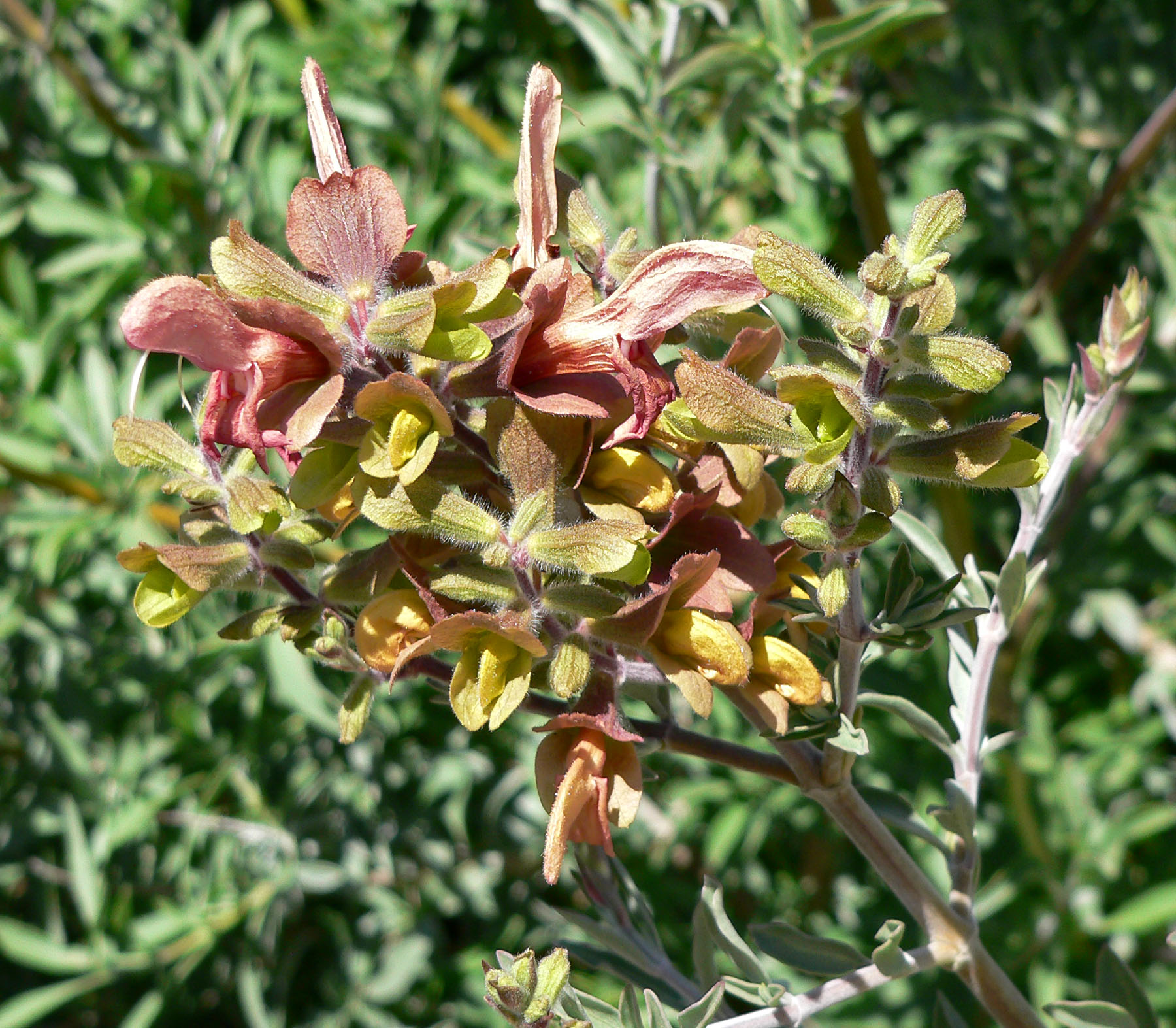
Vista de la planta en flor

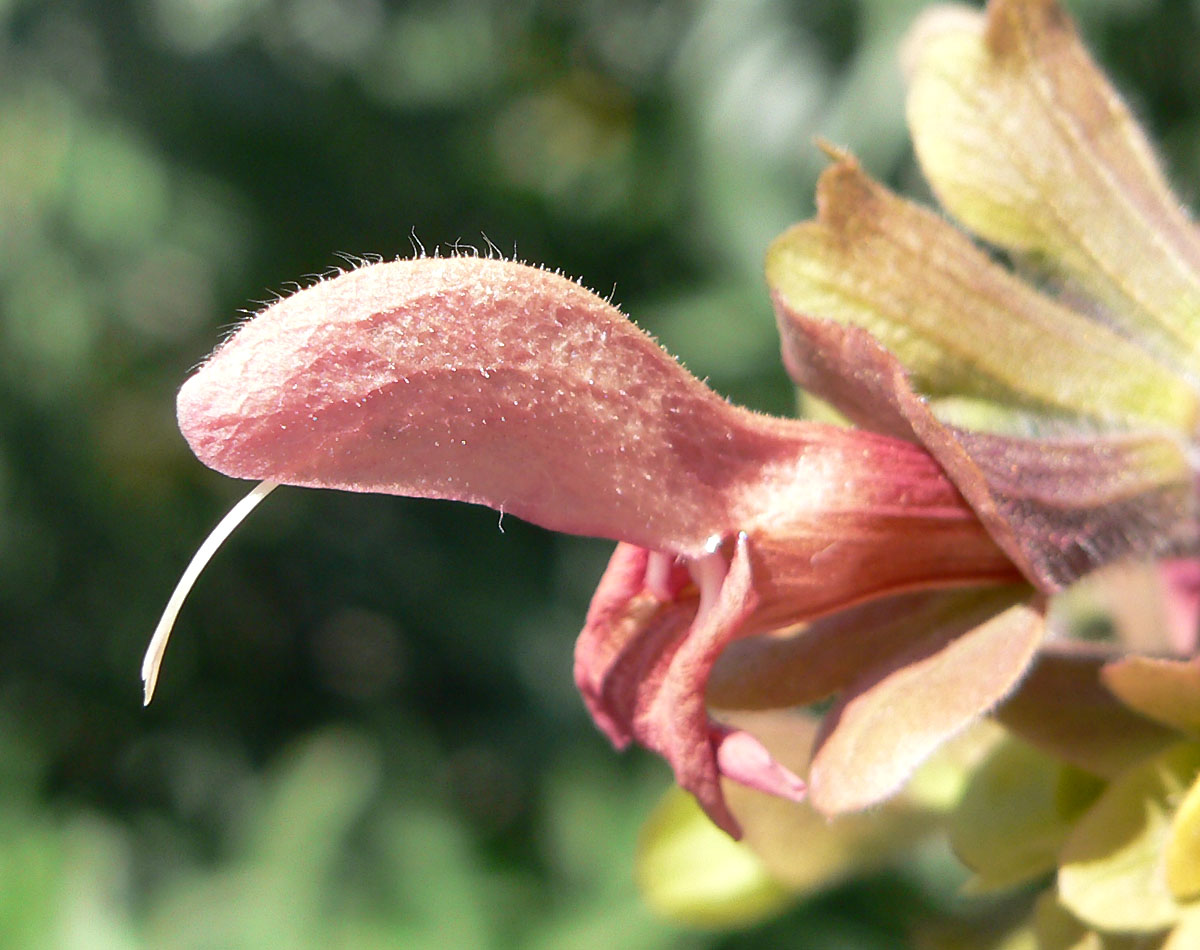
Detall de la flor

La Salvia lanceolata és una espècie de planta amb flors perennifolia del gènere Salvia dins la família de les lamiàcies. És originària d'una petita àrea al Cap de Bona Esperança a Sud-àfrica. Normalment es troba creixent sobre sòl sorrenc a nivell del mar, i als turons secs i terra plana de fins als 250 m d'altitud.

## Descripció
És un arbust molt ramificat que aconsegueix una grandària de 0,75 m d'alçada i 30 cm d'ample, amb tiges que es tornen llenyoses i de color marró clar a mesura que envelleixen. Les fulles són lanceolades i sempre verdes, amb textura gruixuda, i glauques amb un to verd. El calze s'expandeix després que les flors són fertilitzades, tornant-se rosa. Les flors són d'un inusual color marró rosat. La planta floreix durant un llarg període, de maig a novembre.

## Usos
Quan es trenquen, les fulles desprenen una aroma que recorda el pebre amb llimona, i s'utilitza al sud d'Àfrica per a cuinar, generalment amb el peix.

## Taxonomia
Salvia lanceolata va ser descrita per Pierre Marie Auguste Broussonet i publicada a Elenchus Plantarum Horti Botanici Monspeliensis 15. 1805.

### Etimologia
- Salvia: prové de la paraula llatina "salvus", que significa "salut", per les virtuts medicinals que tenen les plantes d'aquest gènere.
- lanceolata: epítet llatí que significa "amb forma de llança".[4]

### Sinonímia
- Salvia diversifolia Benth.
- Salvia hastifolia E.Mey.
- Salvia lanceifolia Poir.
- Salvia nivea Thunb.[5]